# Alexander Makogonov
Pour les articles homonymes, voir Makogonov.
 (mars 2023).

Alexander Makogonov (en russe : Александр Макогонов) est un diplomate russe travaillant à l'ambassade de Russie en France en tant que porte-parole.
Il entre en poste en 2021 et est particulièrement actif durant l'invasion de l'Ukraine par la Russie. Invité dans les médias, il relaie le discours d’État russe et légitime l'invasion en diffusant la propagande de la Russie.

## Biographie
Alexander Makogonov naît en 1981 ou 1982. Il commence ses études à l'Institut d'État des relations internationales de Moscou, passage obligé des diplomates et de l'« élite russe », avant d'entamer un double master en partenariat avec Sciences Po Paris. 
Il devient diplomate et est nommé pour la première fois en poste en France en 2006, chargé des affaires culturelles à l'ambassade de Russie en France. En 2015, il est membre de la délégation russe à la Conférence de Paris sur le climat. Il participe la même année à Russian Roulette, un magazine traitant du luxe et de la mode, publié par OMB Publishing à Londres et diffusé en France en langue russe. Russian Roulette est identifié par Marianne comme proche du renseignement russe, avec la présence dans la rédaction d'Oleg Netchiporenko, ancien agent du KGB. Makogonov apparaît notamment sur des photographies publiées par le magazine,. 
Le diplomate est aussi fréquemment présent à Monaco, où il est en lien avec la communauté des expatriés russes. Il participe aussi à des visites et réceptions officielles, comme en 2016. Il accompagne alors Alexandre Orlov lors de sa rencontre avec Serge Telle, ministre monégasque.
Alexander Makogonov est rappelé à Moscou en 2017, avant de revenir en France. Fin 2021, quelques mois avant le début de l'invasion de l'Ukraine par la Russie, il devient le porte-parole officiel de l'ambassade de Russie. En septembre 2024, ses accréditations diplomatiques ne sont pas renouvelées par le ministère des Affaires étrangères et il doit quitter la France pour retourner en Russie.

## Diffusion du discours officiel russe
Alexander Makogonov est invité par les médias français à intervenir sur leurs plateaux après l'invasion de l'Ukraine par la Russie.
Lors de ses interventions, il reprend le discours officiel du Kremlin. Il affirme notamment que l'invasion de l'Ukraine n'est « pas une guerre » et que l'Ukraine est responsable du conflit en cours. Il emploie la désinformation, accusant Kiev d'être à l'origine de frappes contre des civils, en réalité commises par l'armée russe. Il accuse également l'Ukraine de commettre un « génocide » contre la population du Donbass, accusation « dénuée[e] de tout fondement ».
Le 4 juin 2024, il déclare à la télévision française que des « instructeurs militaires français en Ukraine » représenteraient des cibles légitimes pour la Russie. Cette prise de parole déclenche une polémique en raison de ses menaces contre des militaires français. Ses propos sont condamnés par les responsables diplomatiques français et critiqués par les médias internationaux.
Aux yeux de l'historienne Sophie Cœuré, sa présence dans les médias sert à « légitimer le discours russe » après qu'il a perdu en écho à la suite de la dislocation de l'URSS mais aussi de la fermeture des canaux de diffusion officiels en France comme RT France. De son côté, Alexander Makogonov réfute le terme de « propagande » et déclare : « Je relaie la position officielle de mon pays, pour que la vérité soit entendue et que les gens puissent se faire leur propre opinion ».